# Genshin Impact
Genshin Impact je akční hra vyvinutá a vydaná čínskou společností miHoYo. Byla vydána pro Android, iOS, PlayStation 4 a Microsoft Windows v roce 2020. V roce 2021 vyšla na PlayStation 5, v roce 2024 na Xbox X/S (a cloud gaming) a chystá se[kdy?] i na Nintendo Switch. Hra obsahuje prostředí otevřeného světa ve stylu anime a akční bojový systém využívající ovládání živlů a přepínání mezi postavami. Hra je free-to-play a společnost na hře vydělává prostřednictvím herního mechanismu gacha, pomocí kterého mohou hráči získat nové postavy a zbraně. Hra se vyvíjí s novými aktualizacemi, které přináší kromě nového obsahu i opravy chyb, přidávají nové herní mechaniky a vylepšují hratelnost a grafiku hry.
Genshin Impact se odehrává ve fantasy světě zvaném Teyvat, který je domovem sedmi národů, z nichž každý je svázán s jiným živlem a má svého archona (boha dané země). Příběh sleduje hlavní postavu, která je ve hře označována jako Traveler. Hráči si vybírají jedno z dvojčat (Aether nebo Lumine), za které chtějí hrát, a z něj se poté stane Traveler, když jsou dvojčata rozdělena neznámou bohyní na své pouti mezi světy. Traveler prochází Teyvat a hledá ztraceného sourozence spolu se společnicí Paimon, která je také nazvaná jako "emergency food" (jídlo pro případ nouze).
Hra Genshin Impact byla ve vývoji od roku 2017 a oficiálně vyšla 28. září 2020. Kritici ji pozitivně přijali a chválili její bojové mechaniky a pohlcující otevřený svět, kritizovali však model zpeněžení. V prvním roce po vydání dosáhl titul příjmů ve výši více než 3 miliard dolarů a v březnu 2022 činily jeho příjmy více než 4 miliardy dolarů.

## Zasazení a postavy
Genshin Impact se odehrává ve světě Teyvat, jenž se skládá ze sedmi hlavních národů: Mondstadt, Liyue, Inazuma, Sumeru, Fontaine, Natlan a Snezhnaya. Každému z národů vládne jiný bůh. Tajemný plovoucí ostrov Celestia je údajně domovem archonů a smrtelníků, kteří se konáním hrdinských činů stali bohy. V podzemí leží ruiny staveb národa Khaenri’ah, který byl zničen bohy 500 let před událostmi hry. Na rozdíl od sedmi hlavních národů nevládl Khaenri’ahu žádný archon. Hráč hraje ve hře za postavu označovanou jako Traveler, která je oddělena od svého dvojčete a je uvězněna v Teyvatu. Na cestě po Teyvatu se k postavě přidává společnice Paimon, která jí pomáhá s hledáním ztraceného sourozence. Hráč si kromě volby svého jména, kterým chce být oslovován, vybírá též postavu, za kterou chce hrát, a to buď bratra jménem Aether, nebo sestru Lumine.
1. Mondstadt, národ svobody, vládne mu bůh živlu Anemo (Barbatos)
2. Liyue, národ kontraktů, vládne mu bůh živlu Geo (Morax)
3. Inazuma, národ věčnosti, vládne mu bohyně Electro (Belzebub)
4. Sumeru, národ moudrosti, vládne mu bohyně živlu Dendro (Baal)
5. Fontaine, národ spravedlnosti, vládne mu drak živlu Hydro
6. Natlan, národ války, vládne mu bohyně živlu Pyro
7. Snezhnaya, vládne mu bohyně živlu Cryo

## Hratelné postavy
Momentálně je ve hře 93 postaviček, které hráč může získat (nepočítaje Aethera a Lumine). Skoro každý update (software) se přidává nová postavička, se kterou je možno hrát.